# Royal Sporting Club Anderlecht (futsal)
La section futsal du Royal Sporting Club Anderlecht est fondée en 2004 sous le nom de Futsal Project Halle-Gooik. Il s'agit alors d'un club belge de futsal basé à Hal. En 2022, le club intègre le RCSA. 
Démarrant en quatrième division, le FP Halle-Gooik monte progressivement jusqu'à intégrer la Division 1 en 2013. En 2014-15, l'équipe est sacrée championne de Belgique pour la première fois. Elle enchaîne cinq titres consécutifs, realise presque systématiquement le doublé Coupe-Championnat et découvre la Coupe d'Europe. En 2019-20, avec la pandémie de Covid-19, le championnat est arrêté avant son terme et le suivant n'est pas attribué. Le titre est repris par le Club dès l'exercice 2021-22. 
À partir de la saison 2022-23, le club se lie au RCS Anderlecht dont il devient la section futsal. La structure de l'équipe reste identique. Elle conserve son titre de champion et atteint pour la première fois la finale à quatre de la Ligue des champions. 

## Histoire

Logo du FSP Halle-Gooik.

### Débuts du FP Halle-Gooik (2004-2014)
Le Futsal Project Halle-Gooik est fondé en 2004 par Lieven Baert et Dries Roelens dans la région de Neigem. L'équipe débute en quatrième division, plus bas échelon de Belgique,.

### Période faste du FPHG (2013-2022)
Après plusieurs promotions, l'équipe atteint la première division en 2013. Dès sa première saison dans l'élite, le club termine troisième.
En 2014-15, l'équipe semi-professionnelle remporte le championnat pour la première fois.
En 2016-17, Halle-Gooik est éliminé à la différence de but lors de la première phase de la Coupe UEFA. En fin de saison, le club remporte son troisième championnat consécutif et compte aussi deux Coupes de Belgique.
Le FPHG commence la saison 2017-18 par une victoire en Supercoupe contre Gelko-Hasselt (6-2). En Coupe UEFA, l'équipe belge est la seule à atteindre le Tour Elite sans encaisser de but.
Le FP Halle-Gooik remporte la Coupe de Belgique 2018-19 face au FT Antwerpen (2-7). L'équipe gagne donc la Coupe pour la troisième fois de son histoire et pour la deuxième fois consécutive.
En novembre 2021, Halle-Gooik est leader incontesté du championnat belge. En Ligue des champions, le FSP se qualifie pour le tour Élite grâce à sa troisième place de son groupe du tour principal.

### Passage chez Anderlecht (depuis 2022)
En mars 2022, quintuple champion de Belgique et alors invaincu dans la course au titre et qualifié pour la finale de la Coupe de Belgique, le FP Halle-Gooik annonce s'associer au Royal Sporting Club Anderlecht, club de football le plus titré du pays, et devient le « RSCA Futsal », à partir de la saison 2022-2023. Lieven Baert, manager du FP Halle-Gooik, explique : « Malgré notre statut de numéro un de longue date, le projet s'est progressivement heurté à un certain nombre de limites. Le déménagement dans la toute nouvelle infrastructure et la coopération avec le club qui compte le plus de titres en football sont le début d'un nouveau chapitre ambitieux ».
En fin de saison 2021-22, le FP Halle-Gooik remporte sa cinquième Coupe de Belgique en battant le FT Charleroi (3-6)

## Structure
Le FSP Halle-Gooik évolue à domicile au Zaal De Bres à Halle. Son siège est situé au Kervijnstraat 7, 1755 Gooik et la devise du club est « Une équipe, un objectif, pas de limites ».
À partir de 2022, le nouveau RSCA Futsal bénéficie d'une nouvelle salle de sport Belleheide à Roosdaal, un nouveau complexe qui peut accueillir 1.100 personnes,.

## Palmarès

### Titres et trophées
Le club compte sept titres de champion de Belgique et six victoires en Coupe nationale belge. Le FP Halle-Gooik est sacré champion à cinq reprises (en 2015, 2016, 2017, 2018, 2019) et remporte quatre fois la Coupe de Belgique (2015, 2016, 2018, et 2019). À la suite de l'annonce du passage sous le giron du RCS Anderlecht début 2022, le club réalise un nouveau doublé coupe-championnat sous son ancien nom, puis un nouveau en 2022-23 en tant que RCSA Futsal. 
| International                          | National, |
| -------------------------------------- | --- |
| - BeNeCup (2) - Vainqueur : 2015, 2016 | - Championnat de Belgique (7) - Champion : 2014-15, 2015-16, 2016-17, 2017-18, 2018-19, 2021-22 et 2022-23 - Vice-champion : 2019-20 - Coupe de Belgique (6) - Vainqueur : 2014-15, 2015-16, 2017-18, 2018-19, 2021-22, 2022-23 - Finaliste : 2016-17 - Supercoupe de Belgique (3) - Vainqueur : 2016, 2017, 2018 - Nationale 2 - Champion : 2012-13 - Nationale 3 - Champion : 2010-11 |

### Bilan par saison
| Saison      | Championnat de Belgique | Championnat de Belgique | Championnat de Belgique | Coupe de Belgique | Supercoupe de Belgique | BeNeCup | Coupe d'Europe  |
| Saison      | Div.                    | Phase régulière         | Phase finale            | Coupe de Belgique | Supercoupe de Belgique | BeNeCup | Coupe d'Europe  |
| ----------- | ----------------------- | ----------------------- | ----------------------- | ----------------- | ---------------------- | ------- | --------------- |
| 2004-2005   | N4                      |                         |                         |                   |                        |         | non qualifié    |
| 2005-2006   |                         |                         |                         |                   |                        |         | non qualifié    |
| 2006-2007   |                         |                         |                         |                   |                        |         | non qualifié    |
| 2007-2008   |                         |                         |                         |                   |                        |         | non qualifié    |
| 2008-2009   |                         |                         |                         |                   |                        |         | non qualifié    |
| 2009-2010   |                         |                         |                         |                   |                        |         | non qualifié    |
| 2010-2011   | N3                      |                         | champion                |                   |                        |         | non qualifié    |
| 2011-2012   | N3                      |                         |                         |                   |                        |         | non qualifié    |
| 2012-2013   | N2                      |                         | champion                |                   |                        |         | non qualifié    |
| 2013-2014   | D1                      | 3e                      |                         |                   |                        |         | non qualifié    |
| 2014-2015   | D1                      |                         | champion (1)            | vainqueur (1)     |                        |         | non qualifié    |
| 2015-2016   | D1                      |                         | champion (2)            | vainqueur (2)     |                        |         | tour élite      |
| 2016-2017   | D1                      |                         | champion (3)            | finaliste         |                        |         | tour principal  |
| 2017-2018   | D1                      |                         | champion (4)            | vainqueur (3)     |                        |         | tour élite      |
| 2018-2019   | D1                      |                         | champion (5)            | vainqueur (4)     |                        |         | tour élite      |
| 2019-2020   | D1                      |                         | vice-champion           | non jouée         |                        |         | tour élite      |
| 2020-2021   | D1                      |                         | non joué                | non jouée         |                        |         | -               |
| 2021-2022   | D1                      |                         | champion (6)            | vainqueur (5)     |                        |         | tour élite      |
| RCSA Futsal |                         |                         |                         |                   |                        |         |                 |
| 2022-2023   | D1                      |                         | champion (7)            | vainqueur (6)     |                        |         | Final four (4e) |

## Personnalités

### Entraîneurs
| Période     | Nom                   |
| ----------- | --------------------- |
| 2004 à 2014 | ?                     |
| 2014 à 2016 | André Vanderlei       |
| 2016-2017   | Massimiliano Bellarte |
| 2017 à 2019 | Juan Fuentes          |
| 2019-2020   | Fernandão             |
| depuis 2020 | Luca Cragnaz          |

En première partie d'exercice 2014-2015, André Vanderlei rejoint le FSP Halle-Gooik dans des conditions particulières[Lesquelles ?],. Le belgo-brésilien fait ses preuves en cumulant les fonctions de joueur et entraîneur au sein du club carolo, qui prolonge son contrat de deux ans en mars 2015. En fin de saison, son équipe est sacré championne de Belgique après sa victoire face à Anvers en finale des playoffs. Malgré le doublé Coupe-Championnat, le club décide de changer d'entraîneur au terme de l'exercice,. En deux saisons à Gooik, il remporte deux doublés Coupes-Championnats de Belgique, la « Bene-coupe » face au champion des Pays-Bas.
À l'intersaison 2017, l’ancien gardien professionnel de football Jacky Munaron rejoint Halle Gooik en qualité de nouvel entraîneur des gardiens bénévole. L'équipe est entraînée par Juan Fuentes, ancien entraîneur d'El Pozo Murcia ou Pescara.

### Joueurs notables
À la suite de son premier titre de champion 2014-15, avec neuf internationaux belges, le club se renforce avec l'arrivée de joueurs étrangers tels que Rafael Teixeira, Rodrigo Zico, Héctor Albadalejo, Felipe Manfroi.
En mars 2021, après six années passées à Halle-Gooik, Leonardo Carelo Aleixo connu sous le diminutif de « Leo », quitte le club pour le concurrent Futsal My-Cars Châtelet.

## Autres équipes
Le club possède également une équipe féminine, des équipes de jeunes et une école de futsal.